# Miniatura otomana

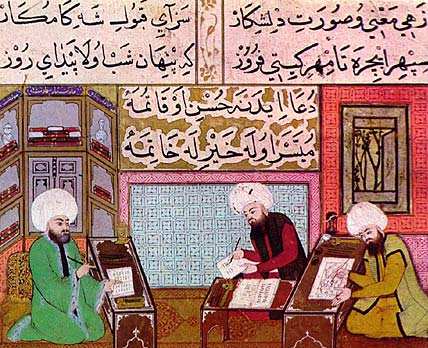
Pintores otomanos de miniaturas.

La miniatura otomana o miniatura turca fue una forma de arte turco en el Imperio otomano, que se puede vincular a la tradición de la miniatura persa, así como a fuertes influencias artísticas chinas. Formaba parte del arte del libro otomano, junto con la iluminación (tezhip), la caligrafía (hat), el papel veteado (ebru) y la encuadernación (cilt). Las palabras taswir o nakish se utilizaron para definir el arte de la pintura en miniatura en turco otomano. Los estudios en los que trabajaron los artistas se llamaron Nakkashanes.

## Procedimiento original
Las miniaturas no solían estar firmadas, quizás por el rechazo al individualismo, pero también porque las obras no fueron creadas en su totalidad por una sola persona; el pintor principal diseñó la composición de la escena, y sus aprendices dibujaron los contornos (que se llamaron tahrir) con tinta negra o de color y luego pintaron la miniatura sin crear una ilusión de tercera dimensión. El pintor principal y mucho más a menudo el escriba del texto, fueron nombrados y representados en algunos de los manuscritos. La comprensión de la perspectiva era diferente a la de la cercana tradición pictórica del Renacimiento europeo, y la escena representada a menudo incluía diferentes períodos de tiempo y espacios en una imagen. Las miniaturas siguieron de cerca el contexto del libro en el que se incluyeron, pareciendo más ilustraciones que obras de arte independientes.
Los colores para la miniatura se obtuvieron mediante pigmentos en polvo molidos mezclados con clara de huevo y, posteriormente, con goma arábiga diluida. Los colores que se producían era muy vívidos. Los colores contrastantes utilizados junto con colores cálidos enfatizaron aún más esta cualidad. Los colores más utilizados en las miniaturas otomanas fueron el rojo brillante, escarlata, verde y diferentes tonos de azul.
La cosmovisión subyacente a la pintura en miniatura otomana también era diferente de la de la tradición europea del Renacimiento. Los pintores no pretendían principalmente representar a los seres humanos y otros seres vivos o no vivos de manera realista, aunque se encuentra un realismo creciente desde finales del siglo XVI en adelante. Como Platón, la tradición otomana tendía a rechazar la mimesis, porque según la cosmovisión del sufismo (una forma mística del Islam generalizada a nivel popular en el Imperio Otomano), la aparición de seres mundanos no era permanente y valía la pena dedicarle un esfuerzo, lo que resultaba en ilustraciones estilizadas y abstractas.

## Historia y desarrollo

### Origen

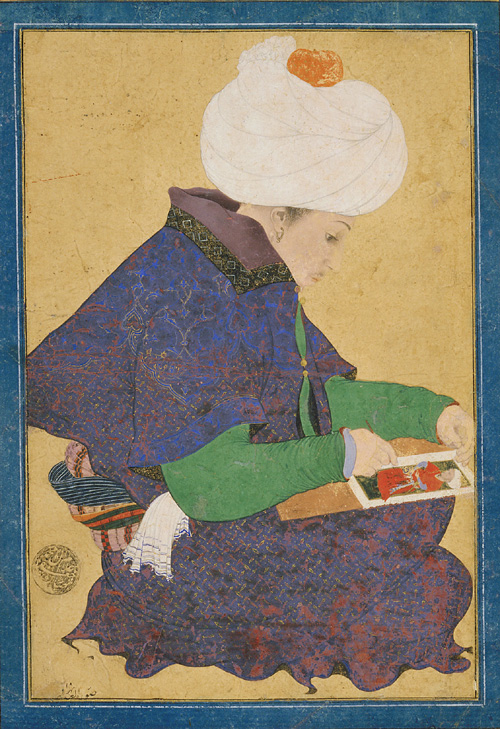
Retrato de un pintor durante el reinado de Mehmet II.

Durante el reinado de Mehmed II, se fundó un taller de la corte llamado Nakkashane-i Rum que también funcionaba como una academia artística en el Palacio de Topkapı en Estambul para crear manuscritos ilustrados para el sultán y los cortesanos.
A principios del siglo XVI, se cerró el taller de miniaturistas persas de Herat y su famoso instructor Behzad (o Bihzad) se fue a Tabriz. Después de que el emperador otomano Selim I conquistó brevemente Tabriz en 1514, llevándose muchos manuscritos a Estambul, la "Nakkashane-i Irani" (Academia persa de pintura) se fundó en el Palacio de Topkapi para artistas persas importados. Los artistas de estas dos academias de pintura formaron dos escuelas de pintura diferentes:
- Los artistas de Nakkashane-i Rum se especializaron en libros documentales, como el Shehinshahname, que mostraban al público, y hasta cierto punto al privado, las vidas de los gobernantes, sus retratos y eventos históricos; Shemaili Ali Osman—retratos de gobernantes; Surname—imágenes que representan bodas y especialmente las festividades de la circuncisión; Shecaatname-wars comandada por pashas.
- Los artistas de Nakkashanei-i Irani se especializaron en obras poéticas tradicionales persas, como el Shāhnāmé, el Khamsa de Nizami, que contiene Layla y Majnún y el Iskendername o Romance de Alexander, Humayunname, fábulas de animales y antologías. También había libros científicos sobre botánica y animales, alquimia, cosmografía y medicina; libros técnicos; cartas de amor; libros sobre astrología; y lectura de sueños.

### Edad de oro
Los reinados de Solimán el Magnífico (1520-1566) y especialmente Selim II (1566-1574) en la segunda mitad del siglo XVI fueron la edad de oro de la miniatura otomana, con características y cualidades propias. Nakkaş Osman (a menudo conocido como Osman el Miniaturista) fue el pintor de miniaturas más importante de la época.
Matrakçı Nasuh fue un famoso pintor de miniaturas durante los reinados de Selim I y Solimán el Magnífico. Creó un nuevo género de pintura llamado pintura topográfica. Pintó ciudades, puertos y castillos sin ninguna figura humana y combinó escenas observadas desde diferentes puntos de vista en una sola imagen.
Durante los reinados de Selim II (1566-1574) y Murad III (1574-1595), se creó el estilo clásico en miniatura otomano. Los renombrados pintores en miniatura de la época fueron Nakkaş Osman, Ali Çelebi, Molla Kasım, Hasan Pasha y Lütfi Abdullah.

### Comienza a ser visto como arte más que como función
A finales del siglo XVI y principios del siglo XVII, especialmente durante el reinado de Ahmed I, se hicieron populares las miniaturas de una sola página destinadas a ser recopiladas en álbumes o murakkas. Habían existido en la época de Murat III, quien encargó un álbum al pintor Velijan. En el siglo XVII, la pintura en miniatura también fue popular entre los ciudadanos de Estambul. Artistas bajo el nombre de "Pintores de bazar" (en turco: Çarşı Ressamları) trabajaron con otros artesanos en los bazares de Estambul a petición de los ciudadanos.
Un nuevo género cultural conocido en la historia otomana como período Tulip ocurrió durante el reinado de Ahmed III. Algunos historiadores del arte atribuyen el nacimiento del estilo único llamado "barroco otomano" a este período. Las características del período llevaron las influencias del barroco francés. En este período, se organizó un gran festival para los rituales de la circuncisión de los hijos de Ahmed III. Artesanos, grupos de teatro, payasos, músicos, trapecistas y ciudadanos se sumaron a las festividades. Un libro llamado Surname-i Vehbi habla de este festival. Este libro fue representado por Abdulcelil Levni (el nombre Levni está relacionado con la palabra árabe levn [color] y fue entregado al artista debido a la naturaleza colorida de sus pinturas) y sus aprendices. Su estilo de pintura fue influenciado por la pintura occidental y muy diferente de las pinturas en miniatura anteriores.

### Perdiendo su función
Después de Levni, continuó la occidentalización de la cultura otomana, y con la introducción de la imprenta y la fotografía posterior, no se produjeron más manuscritos ilustrados. A partir de entonces, las pinturas murales o las pinturas al óleo sobre trabajos realizados fueron populares. La pintura en miniatura perdió así su función.

### Miniatura turca contemporánea
Después de un período de crisis a principios del siglo XX, la pintura en miniatura fue aceptada como "arte decorativo" por los intelectuales de la recién fundada República Turca y, en 1936, se estableció una división llamada "Artes decorativas turcas" en la Academia de Bellas Artes de Estambul, que incluyó la pintura en miniatura junto con las otras artes del libro otomanas. El historiador y autor Süheyl Ünver educó a muchos artistas siguiendo la tradición de las artes librescas otomanas.
Los artistas en miniatura contemporáneos incluyen a Ömer Faruk Atabek, Sahin Inaloz, Cahide Keskiner, Gülbün Mesara, Nur Nevin Akyazıcı, Ahmet Yakupoğlu, Nusret Çolpan, Orhan Dağlı y muchos otros de la nueva generación. Los artistas contemporáneos no suelen considerar la pintura en miniatura como un simple "arte decorativo" sino como una forma de las bellas artes. A diferencia de los maestros tradicionales del pasado, trabajan individualmente y firman sus obras. Además, sus obras no son libros ilustrativos, como sucedía con las miniaturas otomanas originales, sino que se exhiben en galerías artísticas.

## Galería

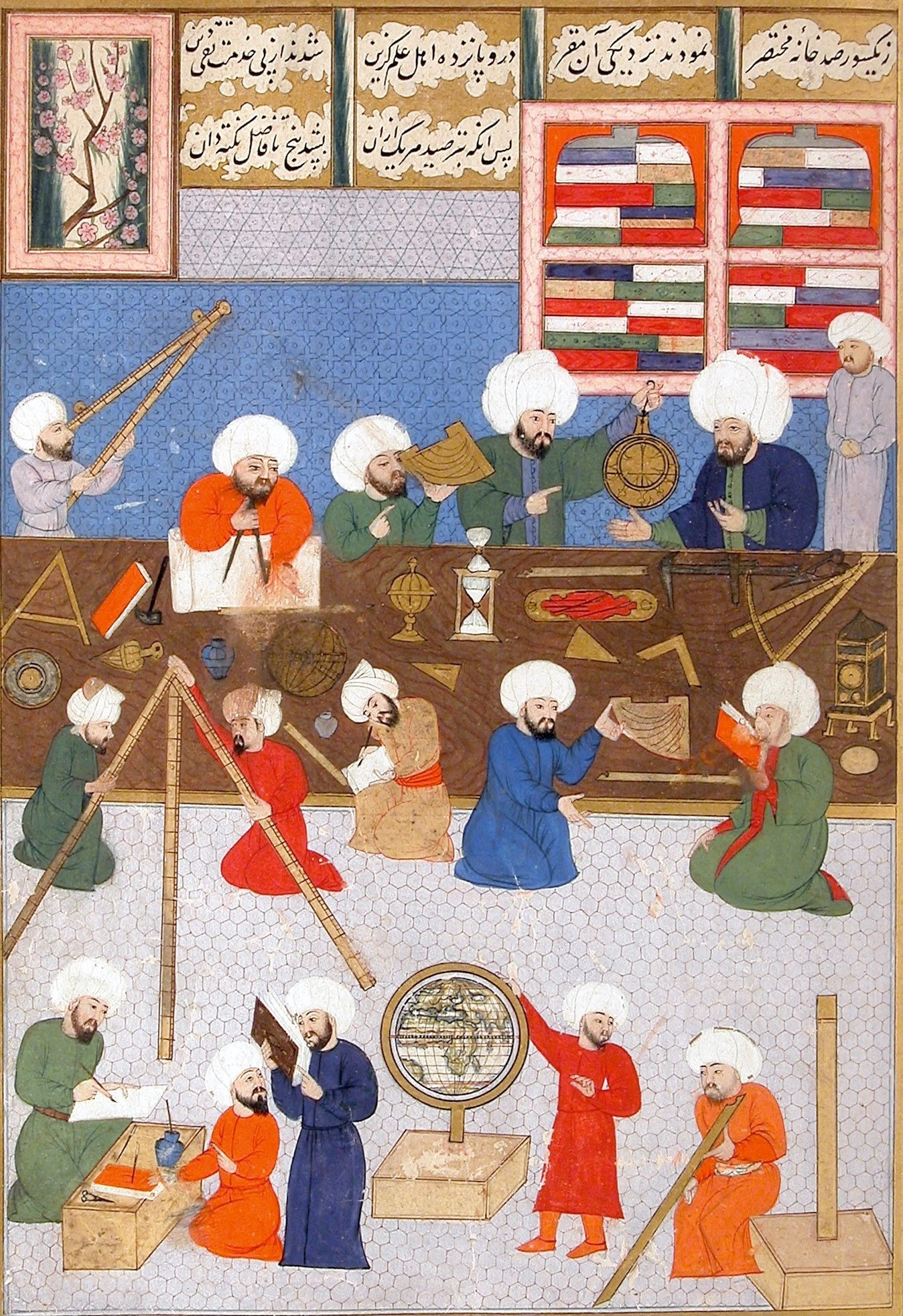
Astrónomos otomanos trabajando alrededor de Taqī al-Dīn en el Observatorio de Estambul.
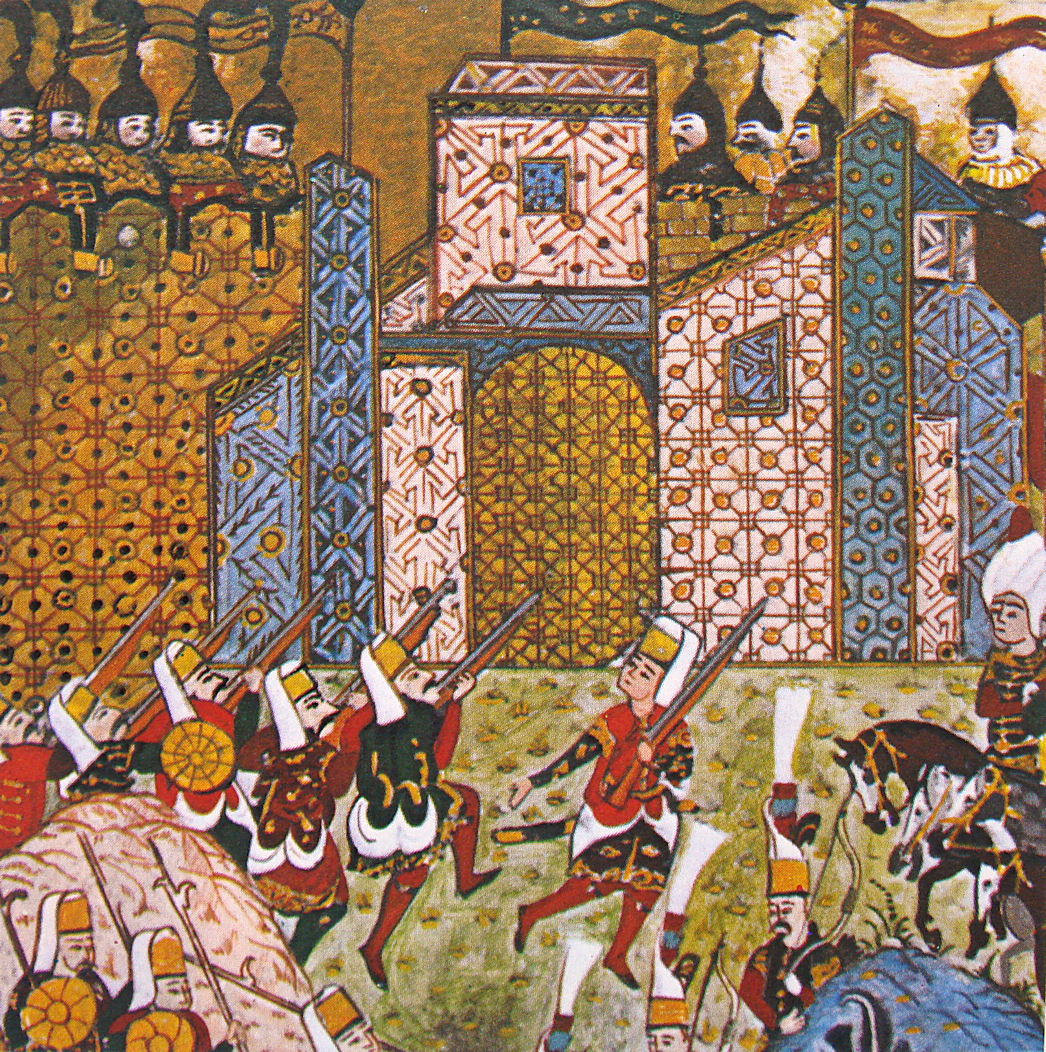
Los jenízaros otomanos y los caballeros defensores de San Juan, sitio de Rodas, 1522.
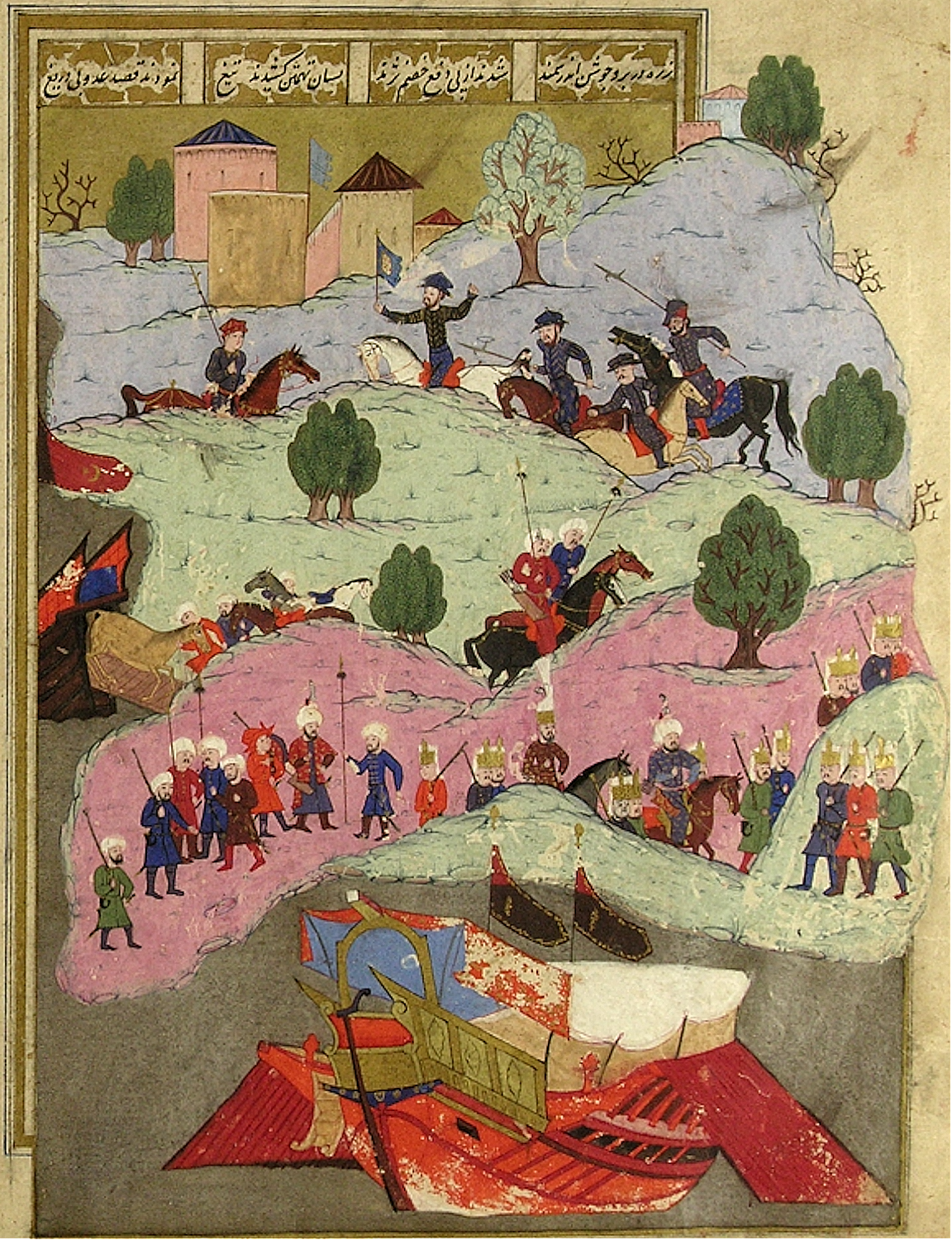
Ataque de los otomanos al desembarcar en la bahía de Limasol en Chipre. Entre 1571 y 1581 por Seyyid Lokman.
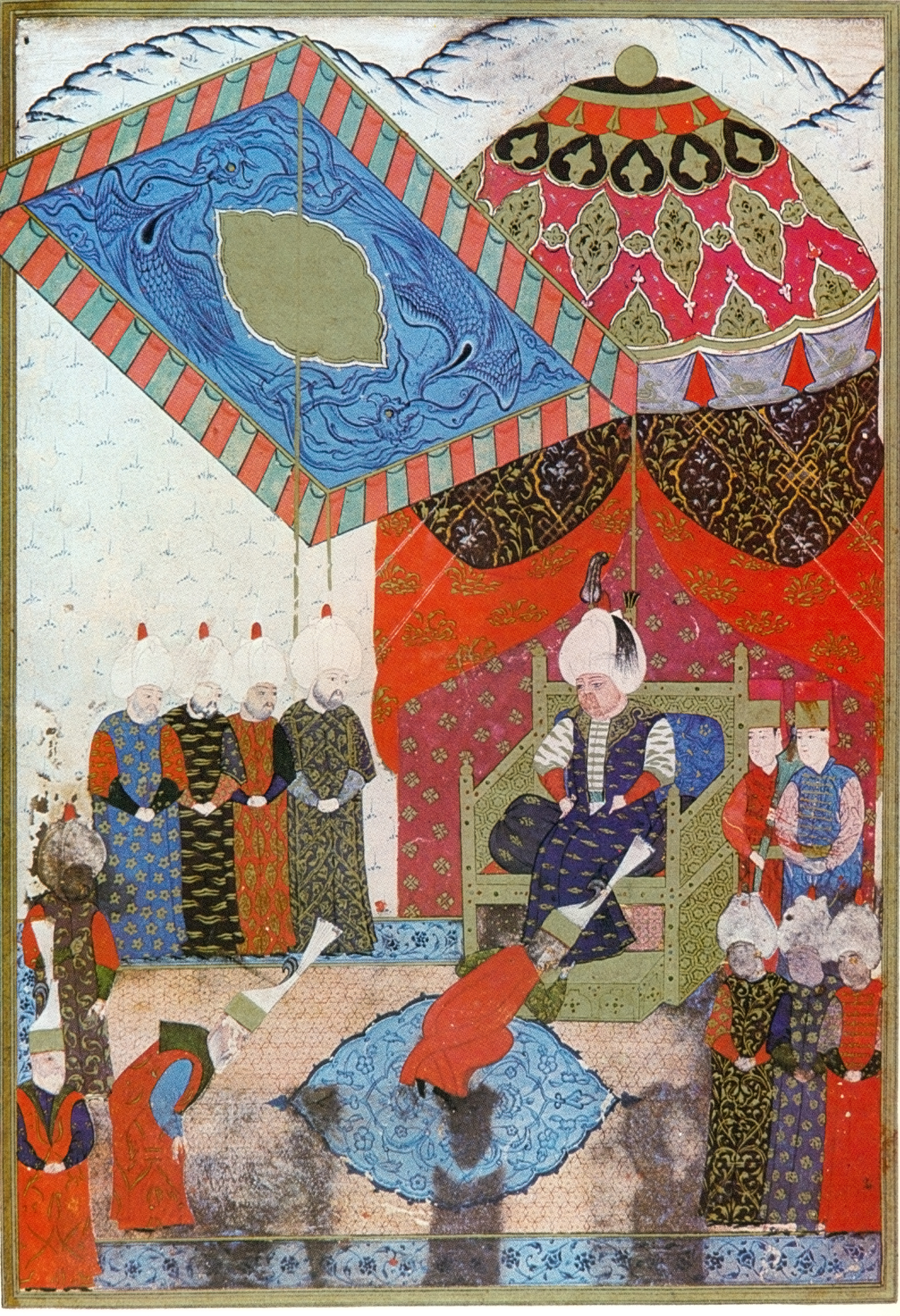
Selim II asciende al trono. Siglo XVI.